# Ptychopyxis kingii
Ptychopyxis kingii là một loài thực vật có hoa trong họ Đại kích. Loài này được Ridl. miêu tả khoa học đầu tiên năm 1924.